# Oodera regiae
Oodera regiae är en stekelart som beskrevs av Yang 1996. Oodera regiae ingår i släktet Oodera och familjen puppglanssteklar. Inga underarter finns listade i Catalogue of Life.